# Кучера, Габор
Габор Кучера (венг. Gábor Kucsera; род. 27 августа 1982, Будапешт) — венгерский гребец-байдарочник, выступал за сборную Венгрии на всём протяжении 2000-х годов. Участник летних Олимпийских игр в Пекине, двукратный чемпион мира, трёхкратный чемпион Европы, победитель многих регат национального и международного значения.

## Биография
Габор Кучера родился 27 августа 1982 года в Будапеште. Активно заниматься греблей начал с раннего детства, проходил подготовку в местном спортивном клубе Kőbánya SE.
Первого серьёзного успеха на взрослом международном уровне добился в 2004 году, когда попал в основной состав венгерской национальной сборной и побывал на чемпионате Европы в польской Познани, откуда привёз награду золотого достоинства, выигранную в зачёте четырёхместных байдарок на дистанции 500 метров. Год спустя на европейском первенстве в той же Познани дважды поднимался на пьедестал почёта: в двойках получил бронзу на пятистах метрах и серебро на тысяче метрах. Кроме того, в этом сезоне выступил на мировом первенстве в хорватском Загребе, где одержал победу в километровой гонке двухместных экипажей.
В 2006 году на чемпионате Европы в чешском Рачице Кучера завоевал золотую медаль в двойках на километре, тогда как на пятистах метрах вынужден был довольствоваться серебром. При этом на домашнем чемпионате мира в Сегеде тоже был лучшим на километровой дистанции в двойках, в то время как на полукилометровой получил лишь бронзу. В следующем сезоне добавил в послужной список золотую награду, выигранную в двойках на тысяче метрах на европейском первенстве в испанской Понтеведре, и две бронзовые награды в двойках на пятистах и тысяче метрах, добытые на первенстве мира в немецком Дуйсбурге.
На чемпионате Европы 2008 года в Милане взял серебро в километровой гонке одиночек и в полукилометровой гонке четвёрок. Благодаря череде удачных выступлений удостоился права защищать честь страны на летних Олимпийских играх в Пекине — стартовал здесь в двойках вместе с напарником Золтаном Каммерером на дистанциях 500 и 1000 метров, в обоих случаях благополучно дошёл до финальной стадии турнира, однако в решающих заездах оба раза финишировал четвёртым, немного не дотянув до призовых позиций.
После пекинской Олимпиады Габор Кучера ещё в течение некоторого времени оставался в основном составе гребной команды Венгрии и продолжал принимать участие в крупнейших международных регатах. Так, в 2009 году в двойках на пятистах метрах он выиграл серебряные медали на чемпионате Европы в немецком Бранденбурге и на чемпионате мира в канадском Дартмуте.
В июле 2015 года провалил допинг-тест — в его пробе были обнаружены следы кокаина. В результате Венгерская ассоциация каноэ приняла решение о его дисквалификации.